# Przypadek szalonego profesora
Przypadek szalonego profesora (ang. The Adventure of the Creeping Man) – jedno z 56 opowiadań o detektywie Sherlocku Holmesie napisanych przez sir Arthura Conana Doyle’a. Opublikowane po raz pierwszy w marcu 1923 w czasopismach The Strand Magazine i Hearst’s International Magazine, następnie w zbiorze Księga przypadków Sherlocka Holmesa w 1927. 
Inne tytuły to Ofiara miłości i Człowiek na czworakach.
Owdowiały profesor Presbury z Camford oświadcza się córce jednego ze swych kolegów i zostaje odrzucony jako zbyt wiekowy.
Córka profesora Edyta i jej narzeczony Trevor, będący jego sekretarzem, powiadamiają Holmesa, że ostatnio Presbury zachowuje się dziwnie, chodzi na czworakach, wspina się po ścianach, zaś pies wpada w szał na jego widok.
Okazuje się, że Presbury poszukiwał recepty na eliksir odmładzający, co utrzymywał w tajemnicy przed najbliższymi. Eksperymentując na sobie zlekceważył efekty uboczne.
Ekranizacja 
- 1991 - 32 odcinek serialu produkcji Granada TV. W roli Holmesa Jeremy Brett[1].
- 1992 - film produkcji czeskiej. W roli Holmesa Viktor Preiss[2].